# Dictyodoris maculata
Dictyodoris maculata Eliot, 1906 è un mollusco nudibranchio della famiglia Discodorididae. È l'unica specie nota del genere Dictyodoris.